# Zespół Churga-Strauss
Zespół Churga-Strauss, alergiczne ziarniniakowe zapalenie naczyń, eozynofilowe ziarniniakowe zapalenie naczyń, eozynofilowa ziarniniakowatość z zapaleniem naczyń – rzadko występująca choroba, którą zalicza się do pierwotnych układowych zapaleń naczyń. Po raz pierwszy opisana została w 1951 roku, przez amerykańskich naukowców: lekarza Jacoba Churga i patolog Lotte Strauss.
Zgodnie z najnowszymi rekomendacjami, ustalonymi na Chappel Hill Consensus Conference on the Nomenclature of Systemic Vasculitis w 2012 roku, zespół Churga-Strauss został przemianowany na eosinophilic granulomatosis with polyangiitis (eozynofilową ziarniniakowatość z zapaleniem wielonaczyniowym). Jest to motywowane całościowym usuwaniem nazw eponimicznych z klasyfikacji zapaleń naczyń.
Pokrewne schorzenia z zapaleniem naczyń średniego kalibru to:
- ziarniniakowatość z zapaleniem naczyń (dawniej ziarniniak Wegenera)
- mikroskopowe zapalenie naczyń

Zespół Churga-Strauss przebiega zwykle pod postacią kliniczną ciężkiej astmy oskrzelowej, a we krwi obecne są przeciwciała przeciw cytoplazmie neutrofilów.

## Przebieg
Faza prodromalnaPojawia się u osób w wieku 20–40 lat; występują objawy alergicznego nieżytu nosa, polipów nosa i astmy oskrzelowej (zwykle po 30 roku życia).
Faza eozynofiliiDochodzi do eozynofilii tkanek, głównie płuc i przewodu pokarmowego.
Faza zapalenia naczyńRozpoczyna się po około 3 latach trwania choroby, ale może też być znacznie później.

## Rozpoznanie

### Kryteria rozpoznania choroby
- astma oskrzelowa
- eozynofilia powyżej 10% w rozmazie krwi obwodowej
- zapalenie zatok przynosowych
- eozynofilowe nacieki okołonaczyniowe oraz ogniska martwicy
- nacieki (tak zwane zwiewne) widoczne na rentgenogramie klatki piersiowej
- objawy neuropatii (mono- lub polineuropatii) zależnej od uszkodzenia nerwów

### Badania laboratoryjne, obrazowe i histopatologiczne
Objawy stwierdzane w badaniach to:
- w badaniach krwi:
  - w rozmazie: eozynofilia (często powyżej 1500/mm3)
  - podwyższone OB
  - podwyższone CRP
  - niedokrwistość
  - przeciwciała ANCA (w 60% MPO-ANCA)
- w badaniu moczu: białkomocz i krwinkomocz
- w badaniach obrazowych: przewlekłe zapalenie zatok, polipy nosa, krwawienie pęcherzykowe
- w badaniu histopatologicznym: odcinkowa martwica małych i średnich naczyń z obfitym naciekiem eozynofilowym.

## Leczenie
Po rozpoznaniu zespołu Churga-Strauss leczenie rozpoczyna się od:
- w przypadkach o lżejszym przebiegu: podania kortykosteroidów doustnie lub dożylnie, metodą pulsów
- w przypadkach o cięższym przebiegu, szczególnie gdy zmiany występują w sercu i OUN: podania kortykosteroidów w połączeniu z lekiem immunosupresyjnym (najczęściej cyklofosfamidem).

Leczenie podtrzymujące, po uzyskaniu poprawy, kontynuuje się w mniejszych dawkach przez 12–18 miesięcy. Jeśli występują nawroty, konieczne jest leczenie bezterminowe.

## Rokowanie
Zgon jest spowodowany najczęściej zajęciem:
- naczyń wieńcowych – następuje zawał mięśnia sercowego lub nagła śmierć sercowa
- nerek – dochodzi do niewydolności nerek
- płuc – pojawia się ciężka, niemożliwa do opanowania astma oskrzelowa lub niewydolność oddechowa na innym tle
- naczyń krwionośnych – zachodzi ich uszkodzenie i w wyniku tego krwotok.